# 삼양비빔면
삼양비빔면은 삼양식품에서 2021년 5월 6일에 출시한 비빔 라면이다.

## 사진

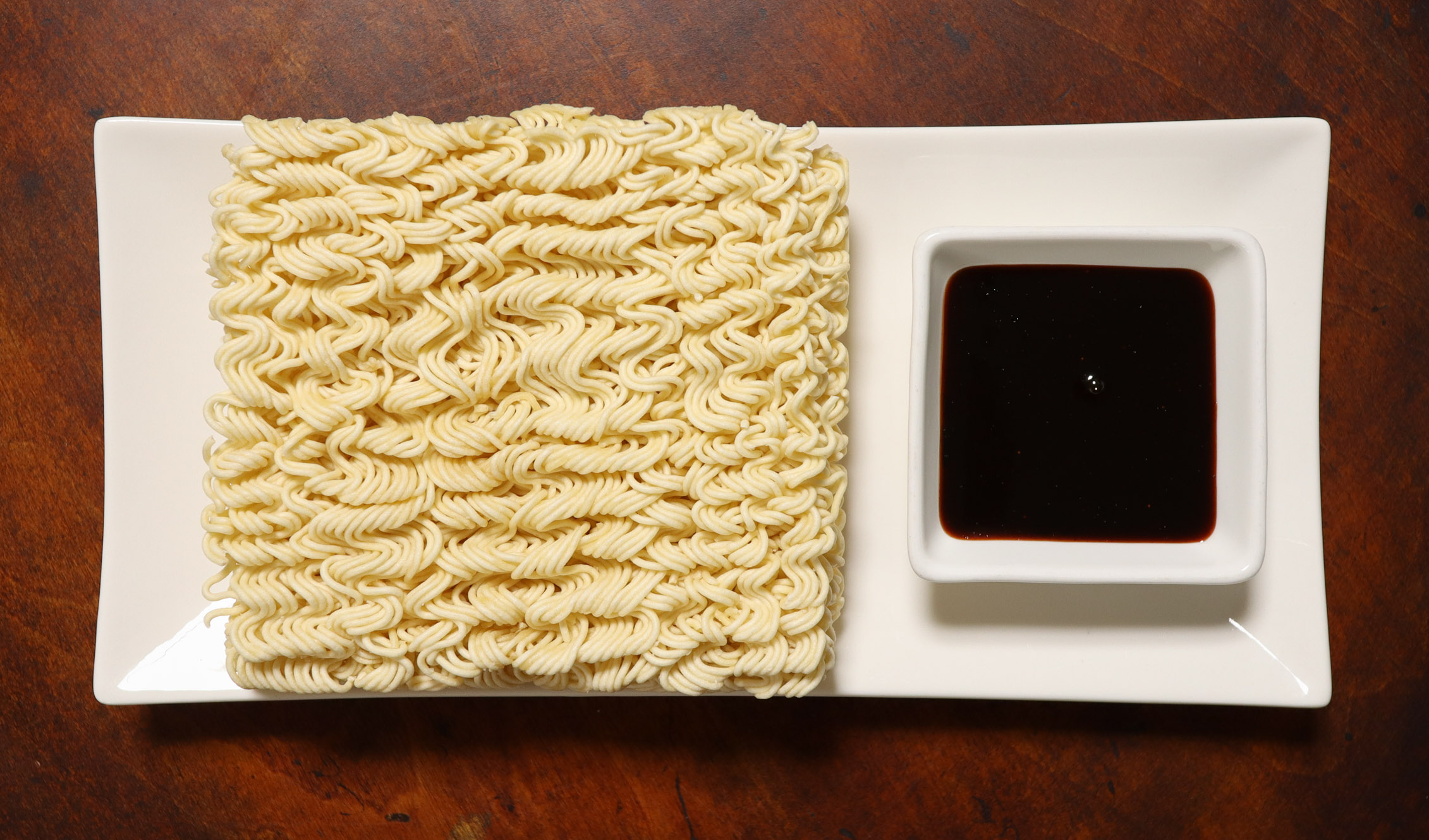
삼양비빔면 재료
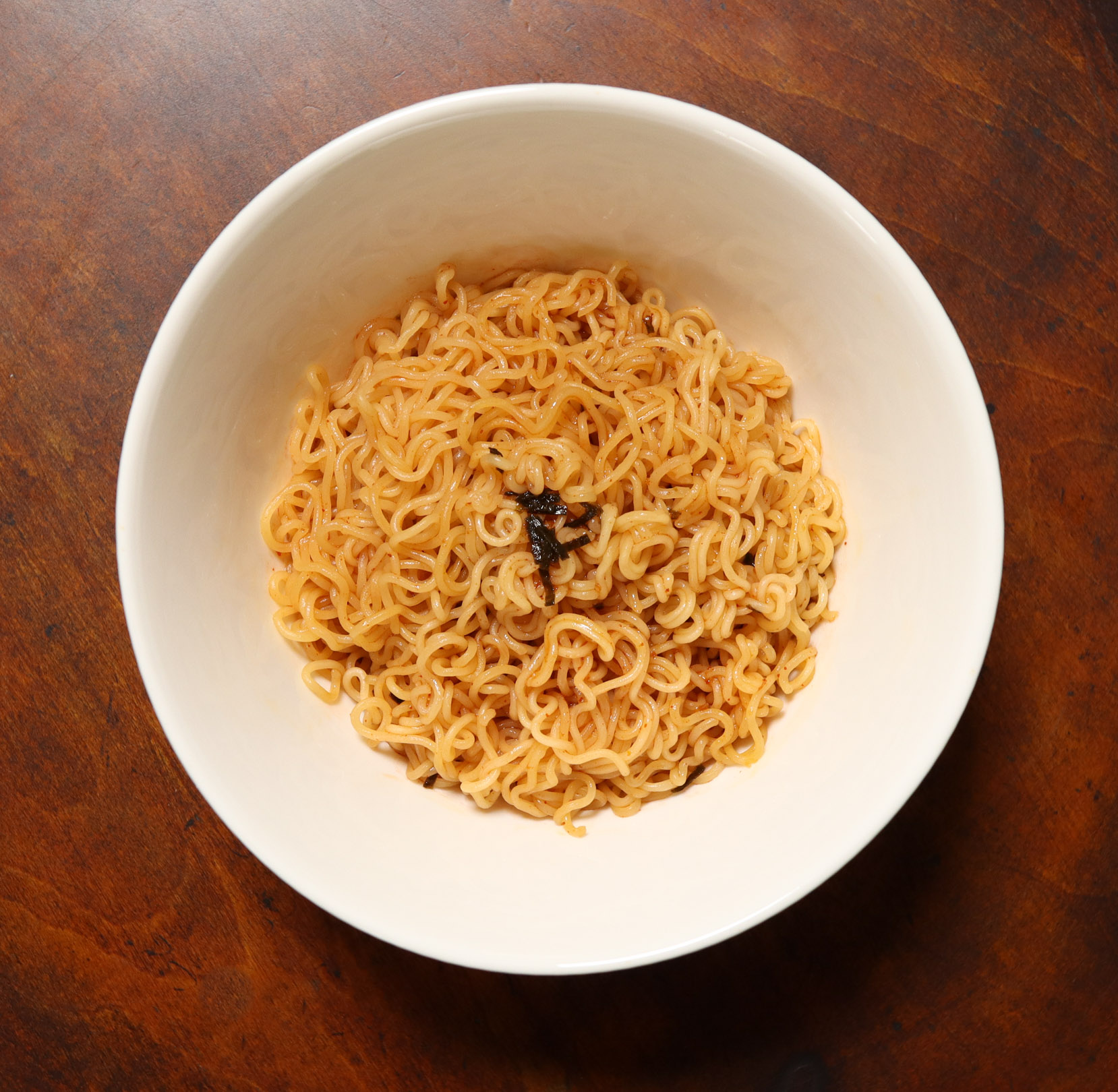
삼양비빔면
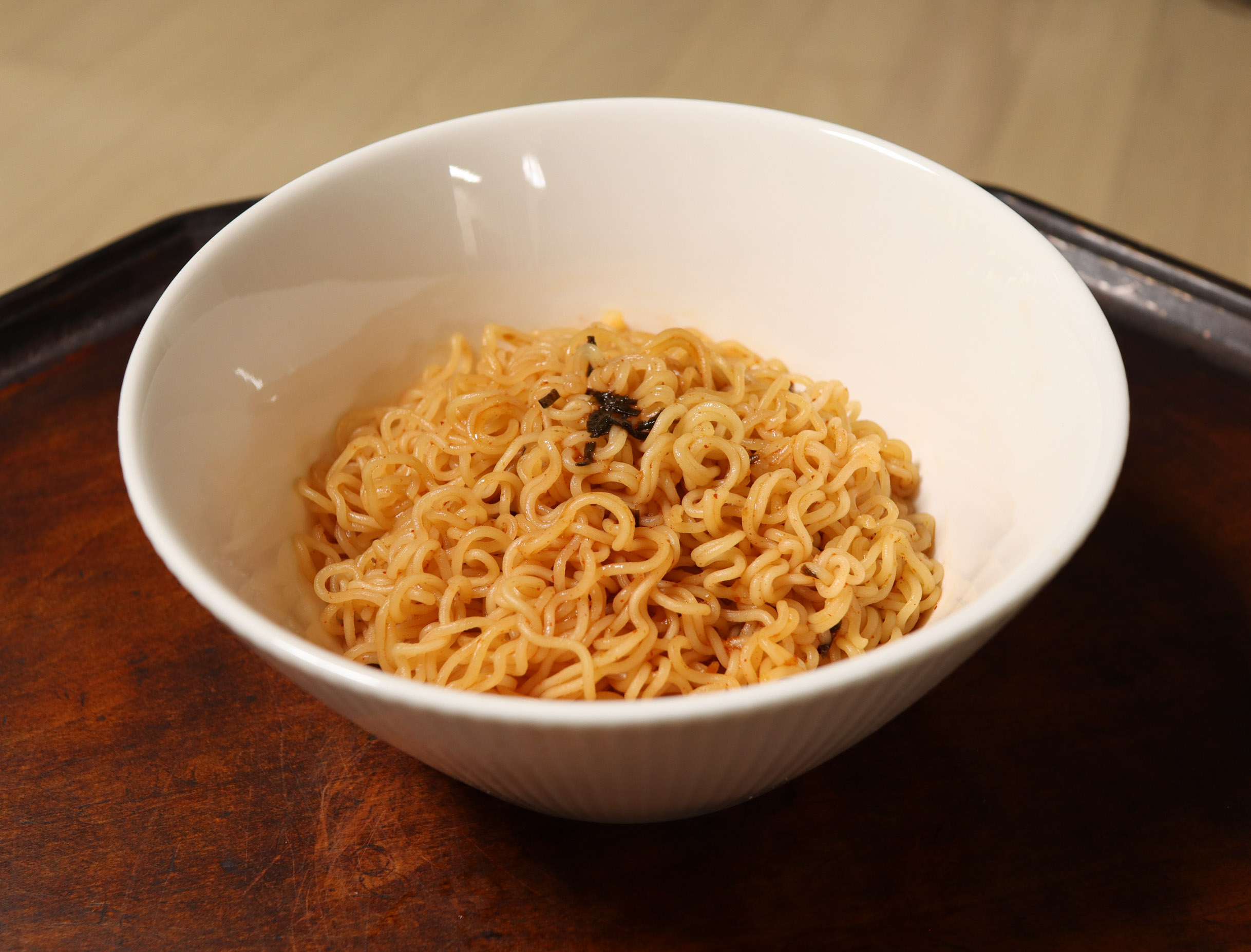
삼양비빔면